# Чкондидская епархия
Чкондидская епархия (груз. ჭყონდიდის ეპარქია) — епархия Грузинской православной церкви, расположенная в центральной части Мегрелии и включающая в себя Мартвильский и Абашский муниципалитеты с их окрестностями. Духовно-административным центром епархии является Мартвильский монастырь.
На востоке епархия граничит с Хонской и Самтредской епархией, на западе — с Зугдидской и Цаишской, с севера — с Местийской и Верхне-Сванетской, а с юга — с Потийской и Хобской епархиями.

## История
Церковная традиция приписывает проповедь христианства в этом регионе святому Андрею Первозванному.
В 1803 года владетельный князь (мтавар) Мегрелии, находившейся в составе царства Имерети, вступил под покровительство Российской империи. После упразднения Имерети в 1810 году Мегрелия до 1860-х годов сохраняла автономные права. Епархии с входившими в их состав церквами и монастырями оставались в юрисдикции Абхазского (Западногрузинского) католикосата ГПЦ. После его упразднения в 1814 году мегрельские епархии некоторое время оставались вне церковных реформ, которые осуществляла РПЦ на вошедших в её состав территориях. 12 августа 1824 года экзарх Грузии архиепископ Иона (Василевский) получил благословение Синода на осуществление реорганизации Церкви в Мегрелии совместно с мегрельским мтаваром. Экзарх собрал общие сведения о церквах и монастырях, находившихся на территории княжества. По этим сведениям, в 1825 году Чкондидской епархией с кафедрой в монастыре Мартвили управлял митрополит Виссарион (Дадиани), в составе епархии числились 102 церкви, где служили иереи и диаконы, чёрное духовенство представляли 2 архимандрита и 17 монахинь. После кончины 9 декабря 1822 года митрополита Цагерского Иоанна (Дадиани) и 15 ноября 1823 года митрополита Цаишского Григория (Чиковани) Цагерская и Цаишская епархии были присоединены к Чкондидской, которую возглавил митрополит Виссарион (Дадиани). Чкондидский митрополит входил в состав временного правящего совета при дворе мегрельского князя (позднее эти функции перешли к Мингрельскому архиерею). При митрополите Виссарионе число священнослужителей и церквей на территории Мегрелии увеличилось: по данным на 1827 год, на прежней территории Чкондидской епархии действовали 118 церквей, служили 6 протоиереев, 6 игуменов, 9 иеромонахов, 145 иереев, 80 диаконов; на территории бывшей Цагерской епархии действовали 68 церквей, служили 94 иерея, 13 диаконов, 3 монахини; в бывшей Цаишской епархии действовали 27 церквей, служили 2 игумена, 31 иерей, 3 диакона. После смерти митрополита Виссариона в 1828 году, по решению Синода от 23 июня 1829 года Чкондидская епархия была переименована в Менгрельскую. Кафедральным собором остался кафоликон монастыря Мартвили — храм в честь Успения Пресвятой Богородицы.
16 мая 1874 году Мингрельская епархия была упразднена и присоединена к Имеретинской епархии Грузинского экзархата как викариатство, викарным архиереем стал епископ Виссарион (Дадиани). Кафедрой остался кафоликон Мартвили. В 1880 году была проведена секуляризация церковных земель. 12 июля 1885 году Мингрельская епархия и Гурийская епархия были объединены в Гурийско-Мегрельскую епархию, правящим архиереем стал епископ Георгий (Дадиани). После восстановления автокефалии Грузинской православной церкви Чкондидская епархия также была восстановлена.
После отстранения 31 октября 2019 года от управления епархией митрополита Петра (Цаавы) в епархии второй год не прекращаются случаи противостояния приверженцев уволенного епископа с представителями новоназначенного митрополита Стефана (Калаиджишвили).

## Епископы
- Георгий Чкондидели (1103—1118)
- Антоний (Дадиани), сын князя Отия Дадиани (1777—1789)
- Амвросий (Хелая) (15 октября 1917—1918)
- Ефрем (Сидамонидзе) (27 сентября 1952 — 8 сентября 1953)
- Ефрем (Сидамонидзе) (8 сентября 1953 — 8 апреля 1972), католикос патриарх в/у
- Роман (Петриашвили) (1974 — 1 января 1978), митрополит Батумский и Шемокмедский в/у
- Иоанн (Ананиашвили) (25 февраля 1978 — февраль 1983)
- Зосима (Шиошвили) (11 октября 1983 — 20 июля 1984)
- Вахтанг (Ахвледиани) (20 июля 1984 — 14 октября 1988)
- Георгий (Шаламберидзе) (14 октября 1988 — 21 декабря 2006)
- Петр (Цаава) (21 декабря 2006 — 31 октября 2019[5])
- Григорий (Кация) (31 октября 2019 — 11 февраля 2021), епископ Цалкский в/у
- Стефан (Калаиджишвили) (с 11 февраля 2021 года), митрополит Цагерский в/у

## Монастыри
- Мартвильский монастырь